# Madonna col Bambino (Benvenuto di Giovanni)
Madonna col Bambino è un dipinto di Benvenuto di Giovanni. Eseguito tra il 1474 e il 1475, è conservato nella National Gallery di Londra.

## Descrizione
Si tratta di una Madonna col Bambino dipinta per devozione privata e probabilmente collocata ad una certa altezza, in modo che lo sguardo basso della Vergine puntasse all'osservatore. Nell'aureola sono inscritte le parole usate dall'Arcangelo Gabriele nell'episodio dell'Annunciazione, come riportate dal Vangelo di Luca.